# 이수역
이수(총신대입구)역(Isu(Chongsin University)Staton, 梨水(總神大入口)驛) 또는 총신대입구(이수)역(Chongsin Univ.(Isu)Station, 總神大入口(梨水)驛)은 서울특별시 동작구 사당동과 서초구 방배동의 경계에 걸쳐 있는 수도권 전철 4호선, 서울 지하철 7호선의 환승역인 전철역이다. 각각 이수(총신대입구)역은 7호선, 총신대입구(이수)역은 4호선의 역명이다.
4호선(1기 지하철) 건설 당시 초기 역명은 이수역으로 정했으나, 인근에 있는 총신대학교가 건설 비용의 일부를 지원한 대가로 역명을 총신대입구(이수)역으로 변경했다. 그러나 7호선(2기 지하철)이 개통되면서 남성역이 이수역보다 총신대학교에서 훨씬 가까워졌고, 따라서 남성역과 이수역의 역명이 여러 차례씩 변경된 혼선을 겪게 됐다. 수도권 전철 4호선은 이 역부터 범계역까지 지하 구간이다.

## 역사
- 1983년 9월 13일 : 이수역으로 역명 결정[1]
- 1985년 10월 18일 : 서울 지하철 4호선 한성대입구~사당 구간 개통과 함께 영업 개시[2]
- 1985년 10월 24일 : 총신대입구역으로 변경[3]
- 2000년 8월 1일 : 서울 지하철 7호선 신풍~건대입구 구간 개통과 함께 환승역이 됨, 이수역으로 역명 환원
- 2001년 2월 1일 : 4호선 측 역명을 총신대입구(이수)역으로 변경
- 2019년 2월 1일 : 7호선 측 역명을 이수(총신대입구)역으로 변경

## 역 구조
두 노선 모두 2면 2선의 상대식 승강장이며, 스크린도어가 설치되어 있다. 출구는 4호선 측 4개, 7호선 측 10개로, 총 14개가 있다. 두 노선의 역은 곡선 승강장으로 승강장과 전동차 사이의 틈새가 넓기 때문에, 승·하차시 소지품이나 발이 빠지지 않도록 주의하여야 한다.

### 4호선 승강장
| 동작(현충원) ↑ |
| \| 상          |
| ↓ 사당         |

| 상행 | ● 수도권 전철 4호선 | 한성대입구(삼선교)·상계 · 진접(경복대학) 방면                                |
| 하행 | ● 수도권 전철 4호선 | 사당 · 대공원(국립과천과학관)·금정 · 산본(원광대산본병원)·안산 · 오이도 방면 |

### 7호선 승강장
| 내방 ↑ |
| \| 상  |
| ↓ 남성 |

| 상행 | ● 서울 지하철 7호선 | 고속터미널 · 강남구청 · 상봉 · 노원 · 도봉산 · 장암 방면 |
| 하행 | ● 서울 지하철 7호선 | 보라매 · 대림 · 온수 · 부천시청 · 석남 방면              |

### 환승

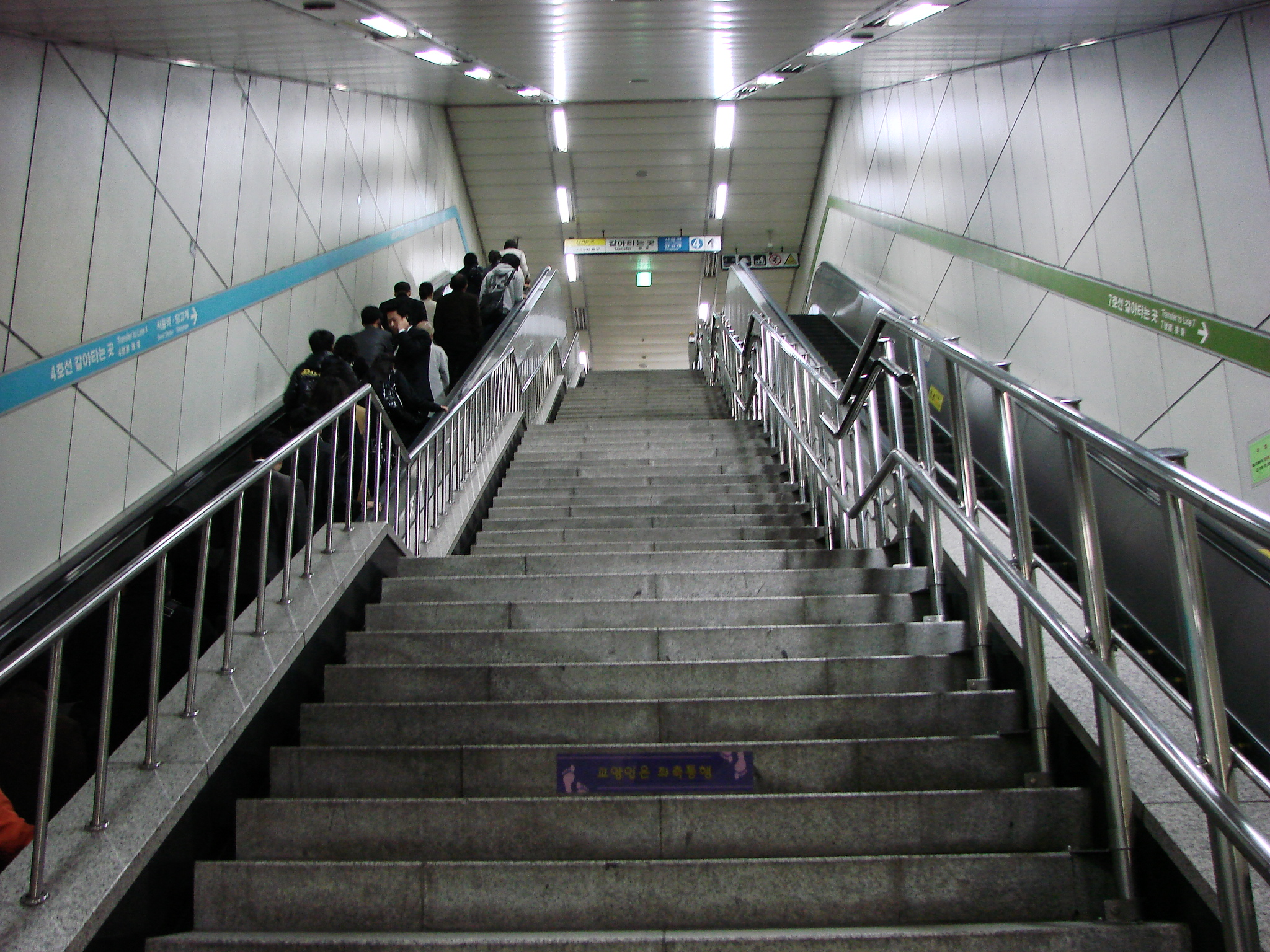
4호선 승강장 쪽에서 환승 통로로 진입하는 부분

7호선 승강장 내방역 방면 끝과 4호선 승강장 사당역 방면 끝에 있으며, 무빙 워크와 에스컬레이터가 설치되어 있다. 4호선이 위에, 7호선이 석남 방면 아래에 있다. 7호선 장암 방면 승강장과 환승 통로는 대합실을 경유하여 간접적으로 연결된다.

## 역명 논란
본래 이수역이라는 역명을 사용하였으나, 총신대학교 측에서 역명 변경을 요구하면서 서울특별시에 1430여 만 원을 기부하는 조건으로 역명을 총신대입구(이수)로 변경하고 영업을 시작하였다. 그러나 1993년 7호선 노선이 확정되면서 총신대학교에서 550m 정도 떨어진 곳에 역이 건설되게 되었다. 이에 서울특별시에서는 1997년 역명 혼선 방지 차원에서, 4호선 역의 역명을 이수역으로 바꾸고 새로운 역의 이름을 남성(총신대입구)로 정하기로 하여 2000년 8월 1일 7호선의 개통과 동시에 시행하였다.
총신대학교는 이에 반발하여 서울지방법원(현 서울중앙지방법원)에 15년간 사용된 역명을 한순간에 변경하였다는 이유로 서울특별시와 서울특별시 지하철공사(現 서울교통공사)를 피고로 하는 소송을 제기하였으나, 패소하였다. 그러나 총신대학교의 계속된 반발로 인하여 서울특별시 지하철건설본부(현 도시기반시설본부)가 서울특별시 지명위원회에 이수역의 이름을 다시 총신대입구(이수)로 변경하도록 요청하였고, 결국 지명위원회는 2000년 10월 2일 4호선은 총신대입구(이수)역으로, 7호선은 이수역으로 정하기로 결론을 내렸다. 최종적으로 7호선이 개통된 6개월 후인 2001년 2월 1일, 4호선은 총신대입구(이수)역, 7호선은 이수역, 통합 역명은 총신대입구(이수)역으로 변경하게 되었으며, 안내 시설물 변경에 약 3억 원의 예산이 소요되었다.
당시에는 인근 주민들간의 많은 관심으로 역명 변경에 대한 인터넷 홈페이지까지 개설될 정도였으나, 현재에 이르러서는 두 명칭이 혼용되고 있다. 실제로 총신대학교는 7호선 남성역에서 훨씬 가까운 곳에 있고, 이수역에서 총신대학교까지는 1.6km 정도로 상당히 멀리 떨어져 있기 때문에, 실제로 총신대학교의 위치를 잘 모르는 사람들이 총신대입구라는 역명만 보고 이수역에서 하차하였다가 낭패를 보는 사례가 있으며, 반대로 7호선 이수역에서는 총신대학교의 이름이 전혀 사용되고 있지 않기 때문에 환승할 때 총신대입구역을 찾지 못하는 경우가 상당수 많다.

## 역 주변
출구는 1번부터 14번까지 있으며, 9번 출구는 이마트 메트로 이수점과 연결되어 있고, 13번 출구는 태평백화점과 연결되어 있다.
| - 경문고등학교 - 관악시장 - 구산타워 - 서울남사초등학교 - 남성시장 - 서울남성초등학교 - 동작동사무소 - 서울동작초등학교 - 방배4동주민센터 - 서울방배경찰서 - 방배종합시장 - 서울방배초등학교 - 전북은행 이수지점 | - 사당1동행정복지센터 - 사당동우체국 - 사당시장 - 사당우체국 - 삼일공원 - 서문여자고등학교 - 서문여자중학교 - 신동신중정보산업고등학교 - 이수중학교 - 이마트 메트로 이수점 |

## 이용객 변동
7호선의 2000년 자료는 개통 시점부터, 2000년 하반기(8월 1일부터 12월 31일)까지인 153일 기준으로 환산한 것이다.
| 노선  | 노선   | 일평균 인원수 (명/일) | 일평균 인원수 (명/일) | 일평균 인원수 (명/일) | 일평균 인원수 (명/일) | 일평균 인원수 (명/일) | 일평균 인원수 (명/일) | 일평균 인원수 (명/일) | 일평균 인원수 (명/일) | 일평균 인원수 (명/일) | 일평균 인원수 (명/일) | 각주   |
| 노선  | 노선   | 2000년                | 2001년                | 2002년                | 2003년                | 2004년                | 2005년                | 2006년                | 2007년                | 2008년                | 2009년                | 각주   |
| ----- | ------ | --------------------- | --------------------- | --------------------- | --------------------- | --------------------- | --------------------- | --------------------- | --------------------- | --------------------- | --------------------- | ------ |
| 4호선 | 승차   | 27,759                | 25,303                | 24,892                | 24,092                | 24,743                | 25,094                | 25,381                | 25,180                | 25,085                | 24,994                | [ 10 ] |
| 4호선 | 하차   | 28,414                | 26,401                | 26,490                | 25,994                | 26,657                | 27,486                | 28,060                | 28,048                | 28,038                | 28,142                | [ 10 ] |
| 4호선 | 승하차 | 56,173                | 51,704                | 51,382                | 50,086                | 51,400                | 52,580                | 53,441                | 53,228                | 53,123                | 53,135                | [ 10 ] |
| 7호선 | 승차   | 9,791                 | 12,374                | 13,520                | 13,683                | 14,008                | 14,447                | 14,777                | 15,068                | 15,302                | 15,151                | [ 11 ] |
| 7호선 | 하차   | 9,313                 | 11,344                | 12,343                | 12,507                | 12,855                | 13,495                | 13,938                | 14,151                | 14,531                | 14,542                | [ 11 ] |
| 7호선 | 승하차 | 19,104                | 23,718                | 25,863                | 26,189                | 26,863                | 27,942                | 28,716                | 29,219                | 29,833                | 29,693                | [ 11 ] |
| 노선  | 노선   | 2010년                | 2011년                | 2012년                | 2013년                | 2014년                | 2015년                | 2016년                | 2017년                | 2018년                |                       |        |
| 4호선 | 승차   | 23,945                | 23,863                | 23,679                | 23,419                | 23,210                | 23,189                | 22,672                | 22,045                | 21,789                |                       |        |
| 4호선 | 하차   | 27,191                | 26,997                | 26,353                | 26,117                | 25,812                | 25,689                | 25,335                | 24,674                | 24,338                |                       |        |
| 4호선 | 승하차 | 51,136                | 50,860                | 50,032                | 49,536                | 49,022                | 48,878                | 48,007                | 46,179                | 46,127                |                       |        |
| 7호선 | 승차   | 15,239                | 16,061                | 16,515                | 17,173                | 17,894                | 17,415                | 17,301                | 16,927                | 16,920                |                       |        |
| 7호선 | 하차   | 14,422                | 15,328                | 16,073                | 16,769                | 17,538                | 17,272                | 17,118                | 16,817                | 16,852                |                       |        |
| 7호선 | 승하차 | 29,661                | 31,388                | 32,588                | 33,942                | 35,432                | 34,687                | 34,419                | 33,744                | 33,772                |                       |        |

## 사진

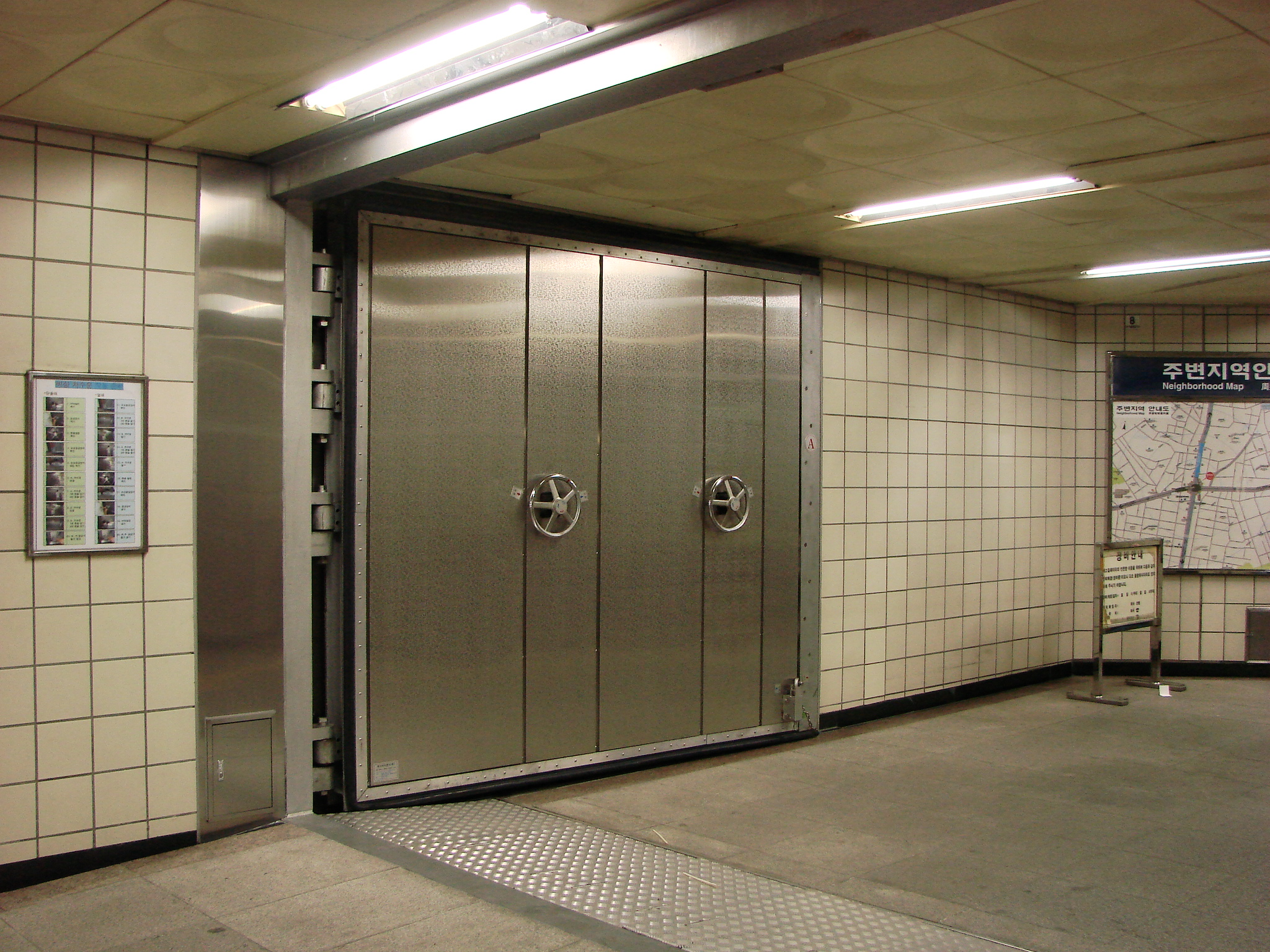
3번 출구의 차수판. 고속터미널역, 가산디지털단지역에도 동일한 시설이 있다.
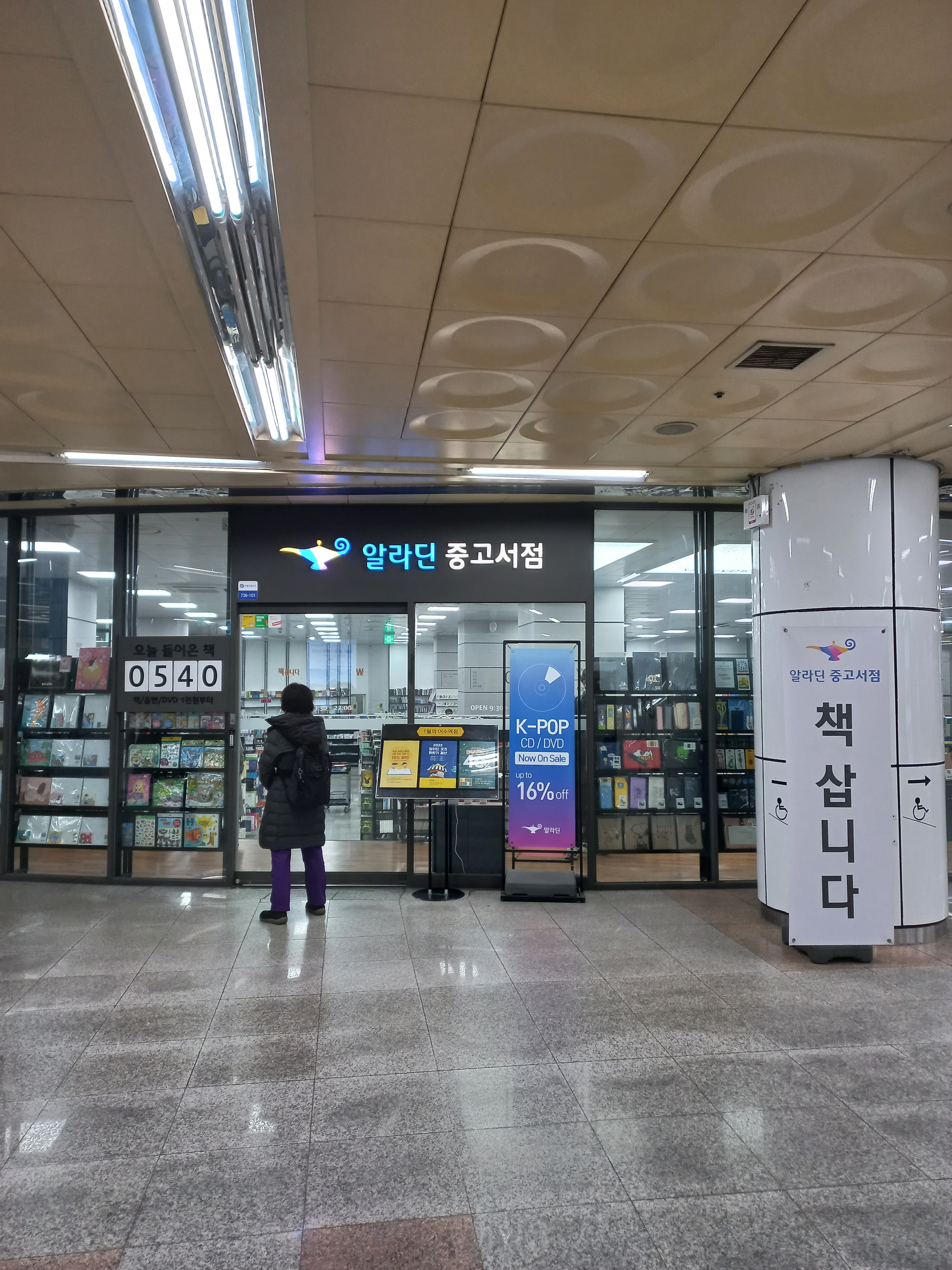
구 시민 공연장(2020년부터 알라딘 중고서점이 들어섰다)
11번 12번 출구 사이 지상
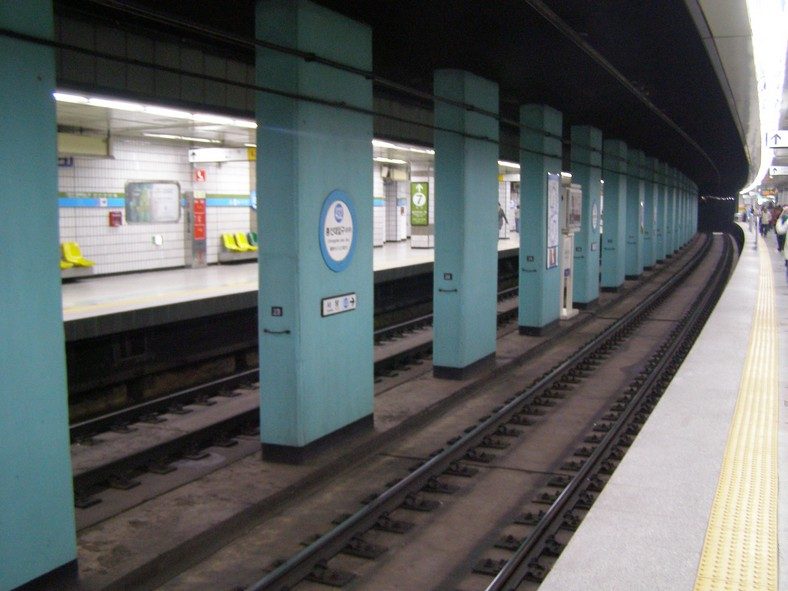
4호선 승강장 (스크린도어 설치 전)
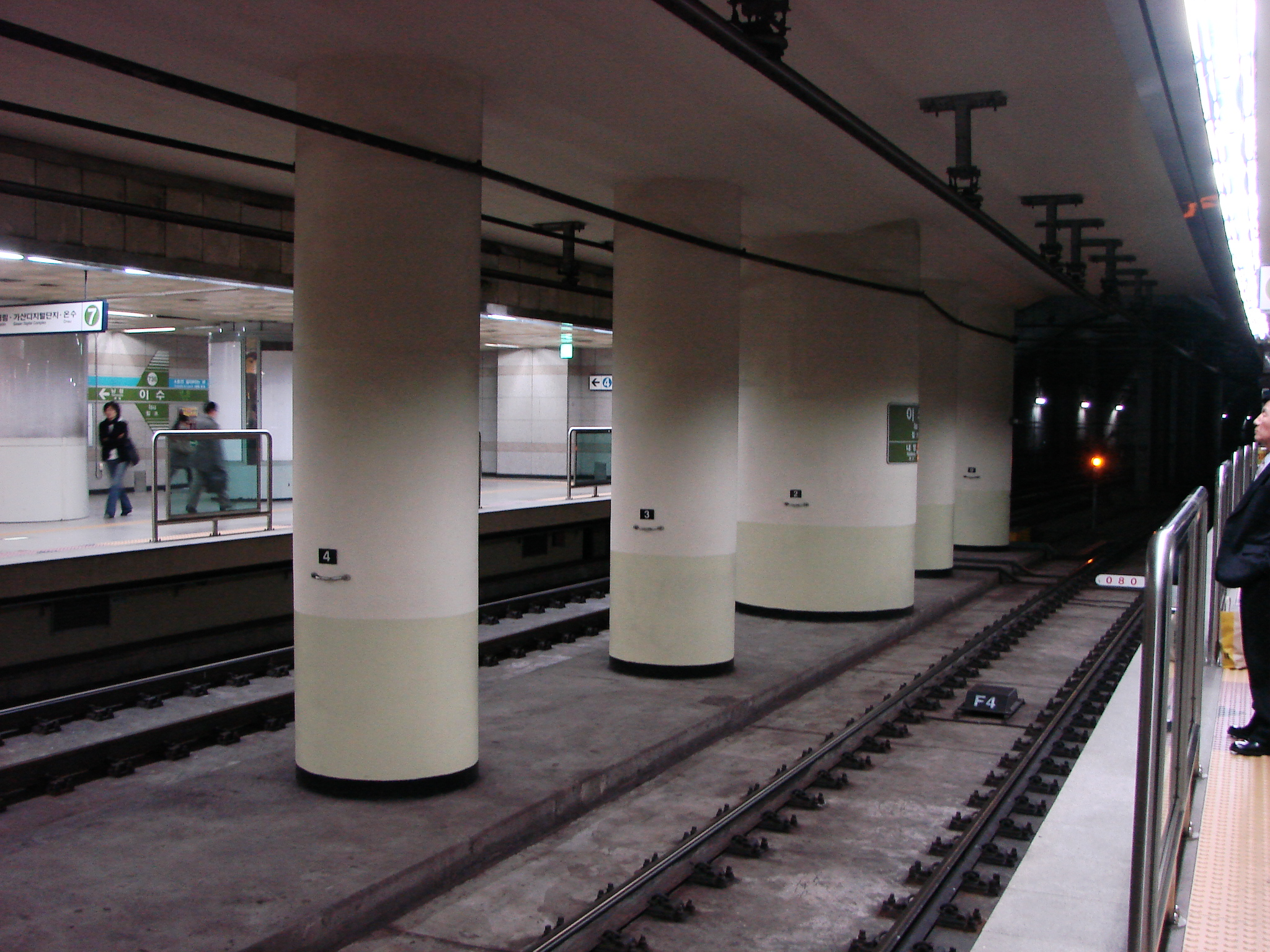
7호선 승강장 (스크린도어 설치 전)
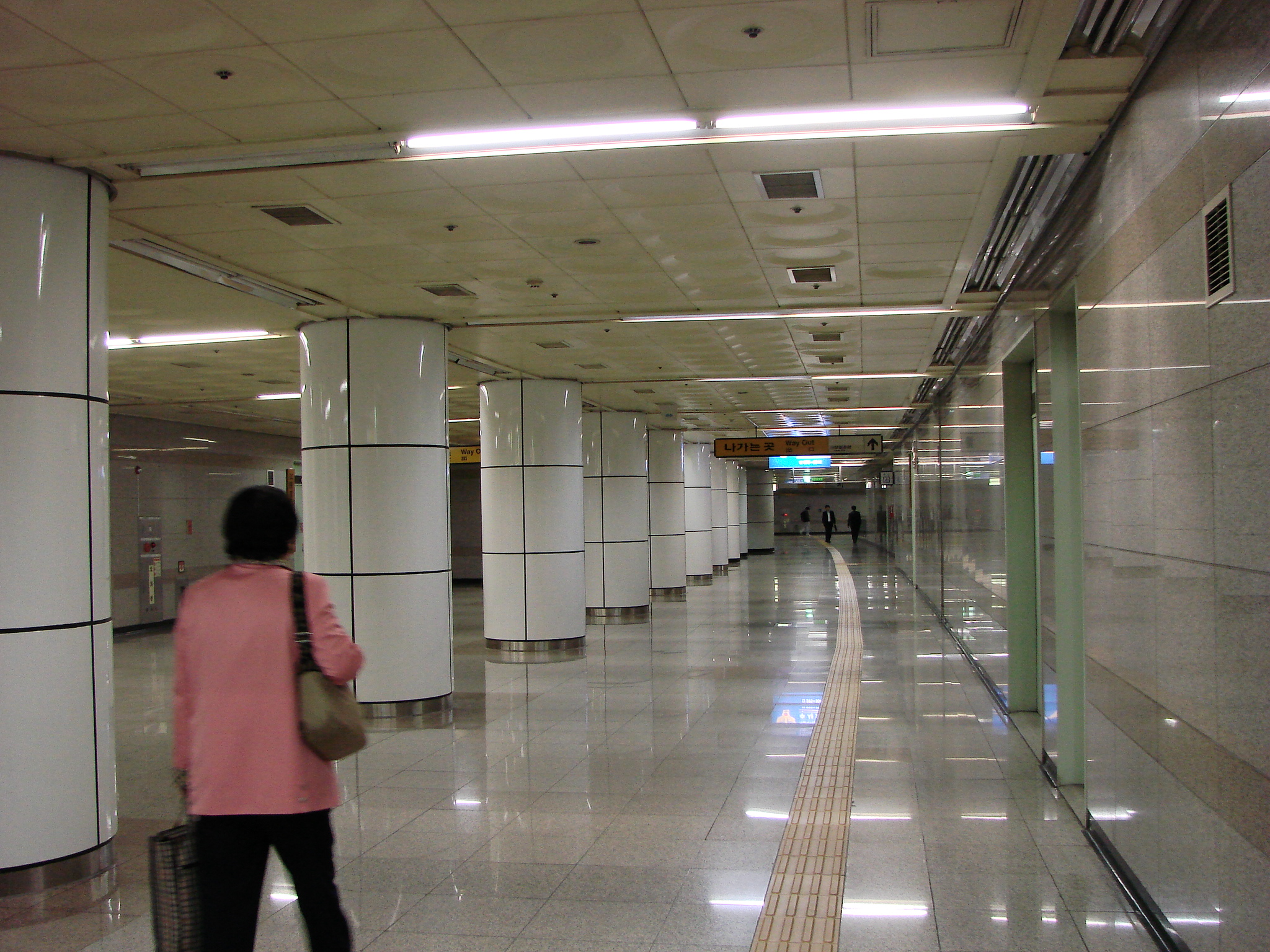
통로
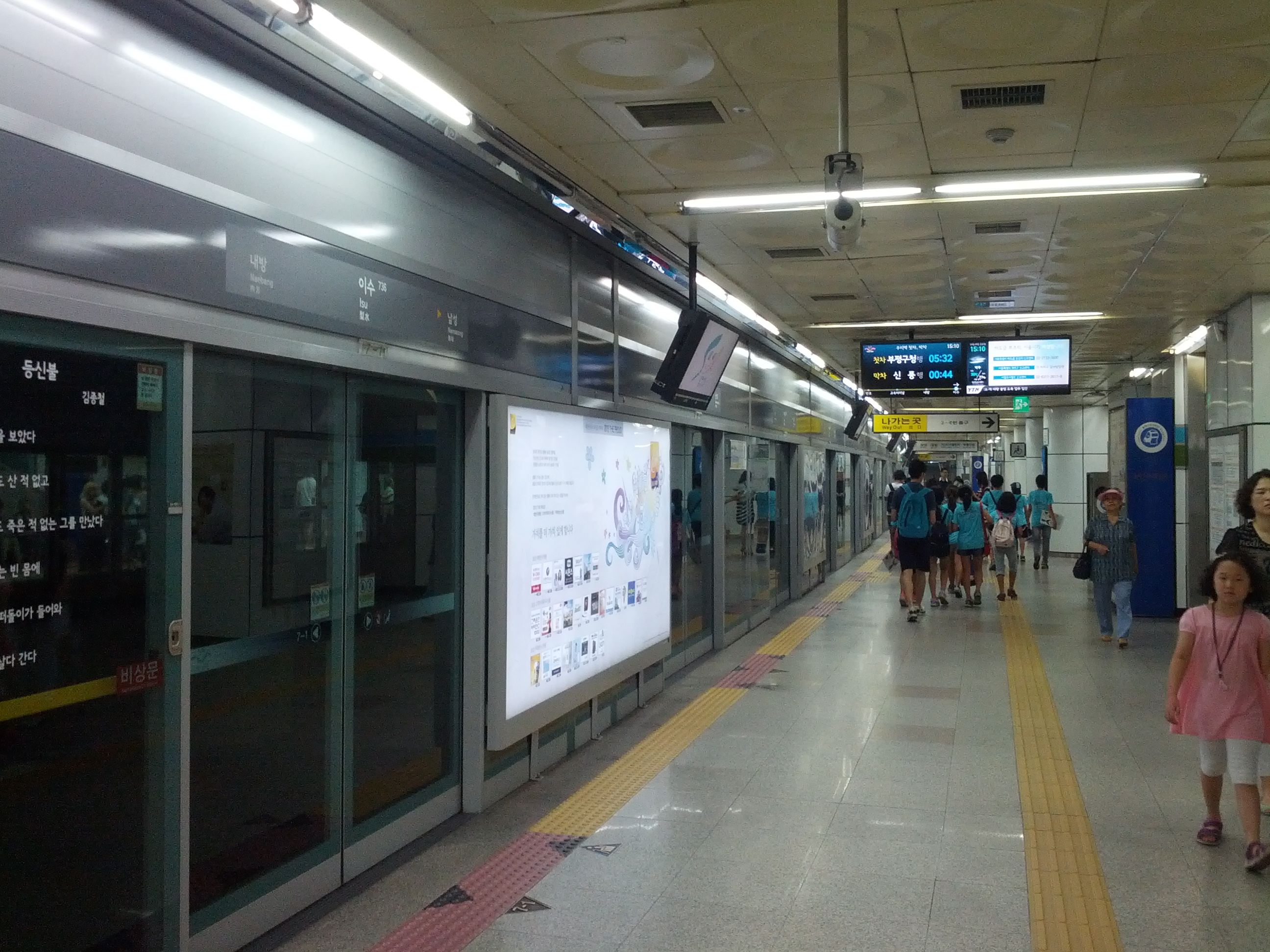
7호선 승강장
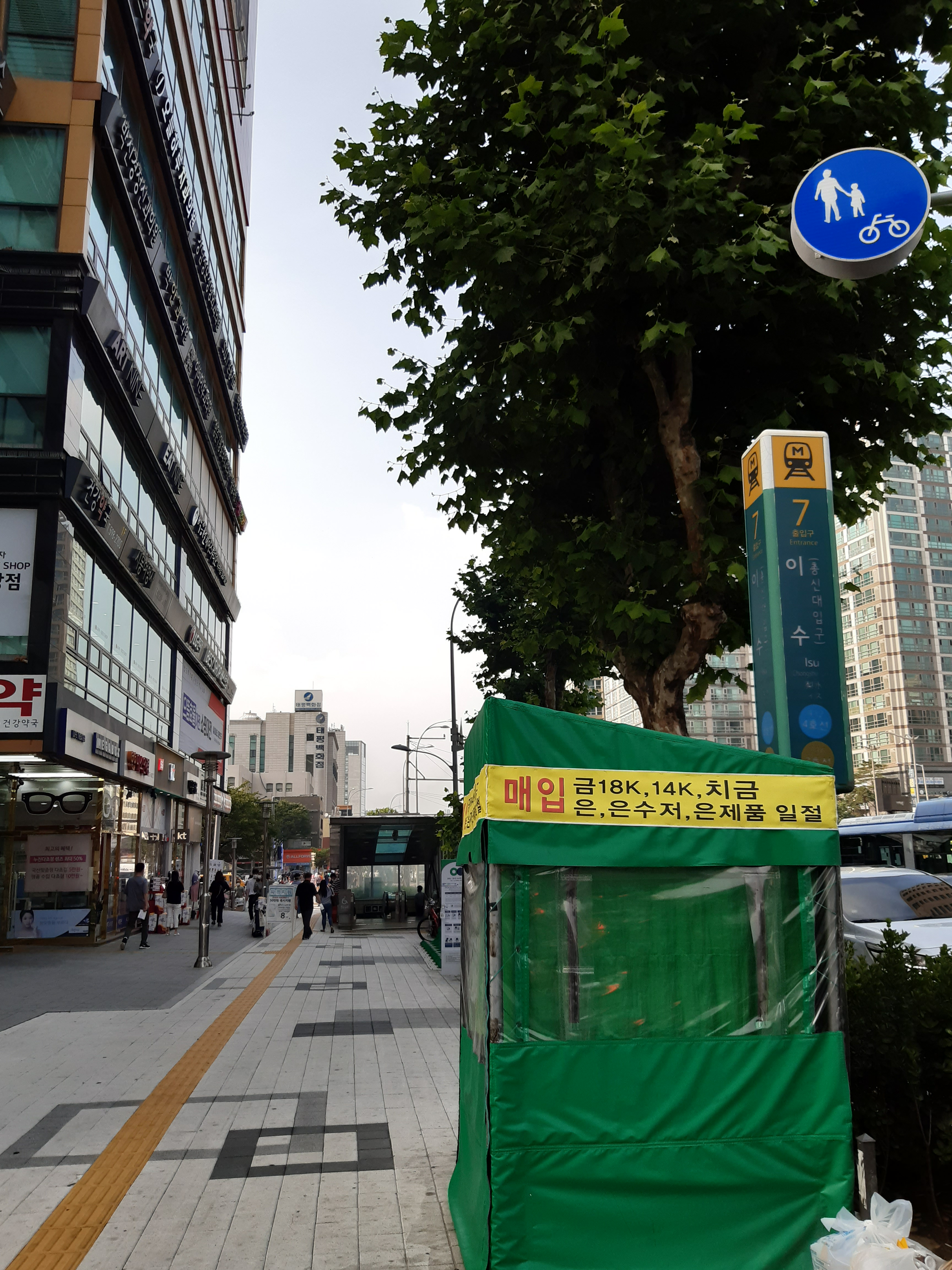
7번 출구
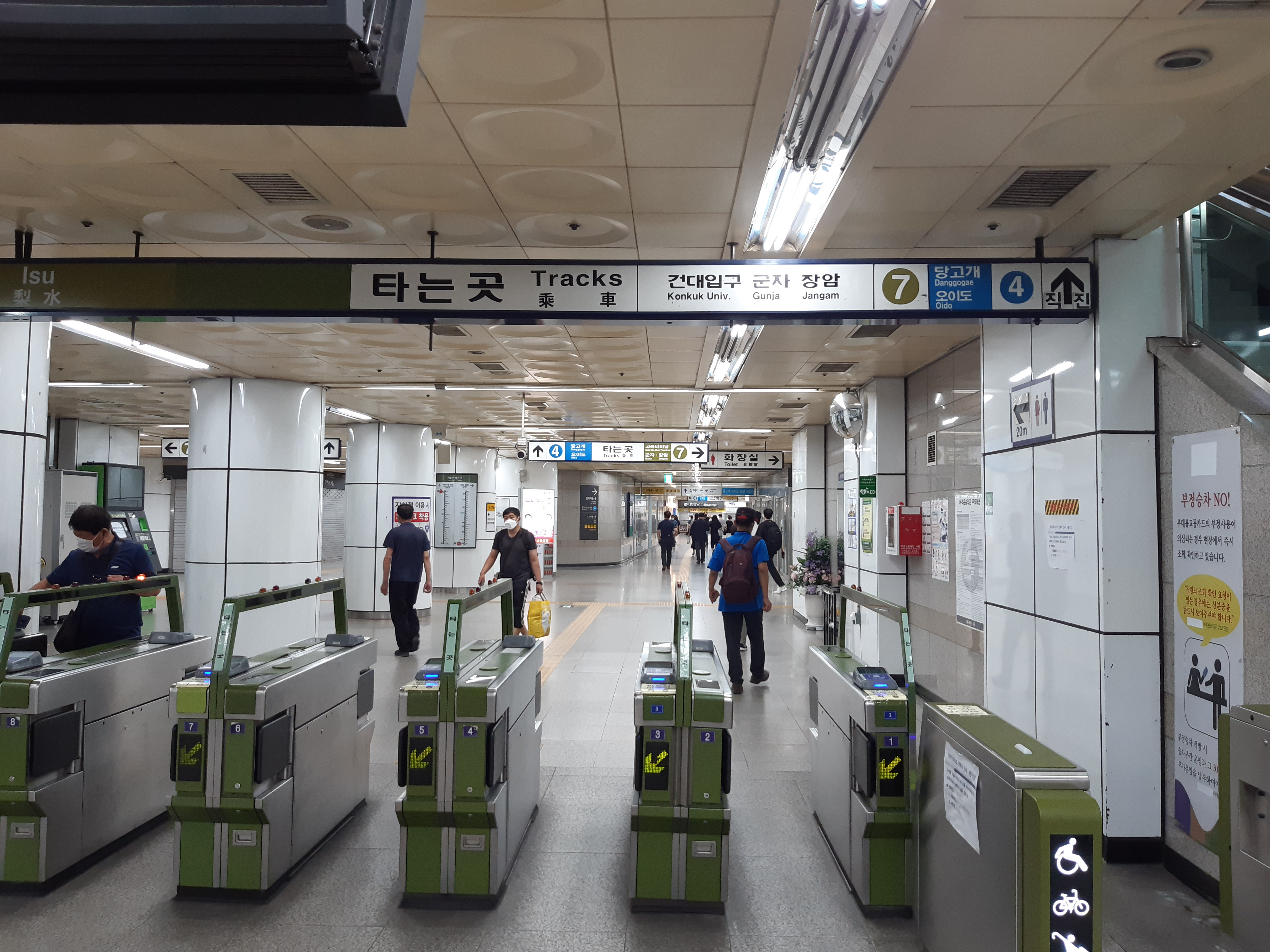
7호선 이수(총신대입구)역 게이트
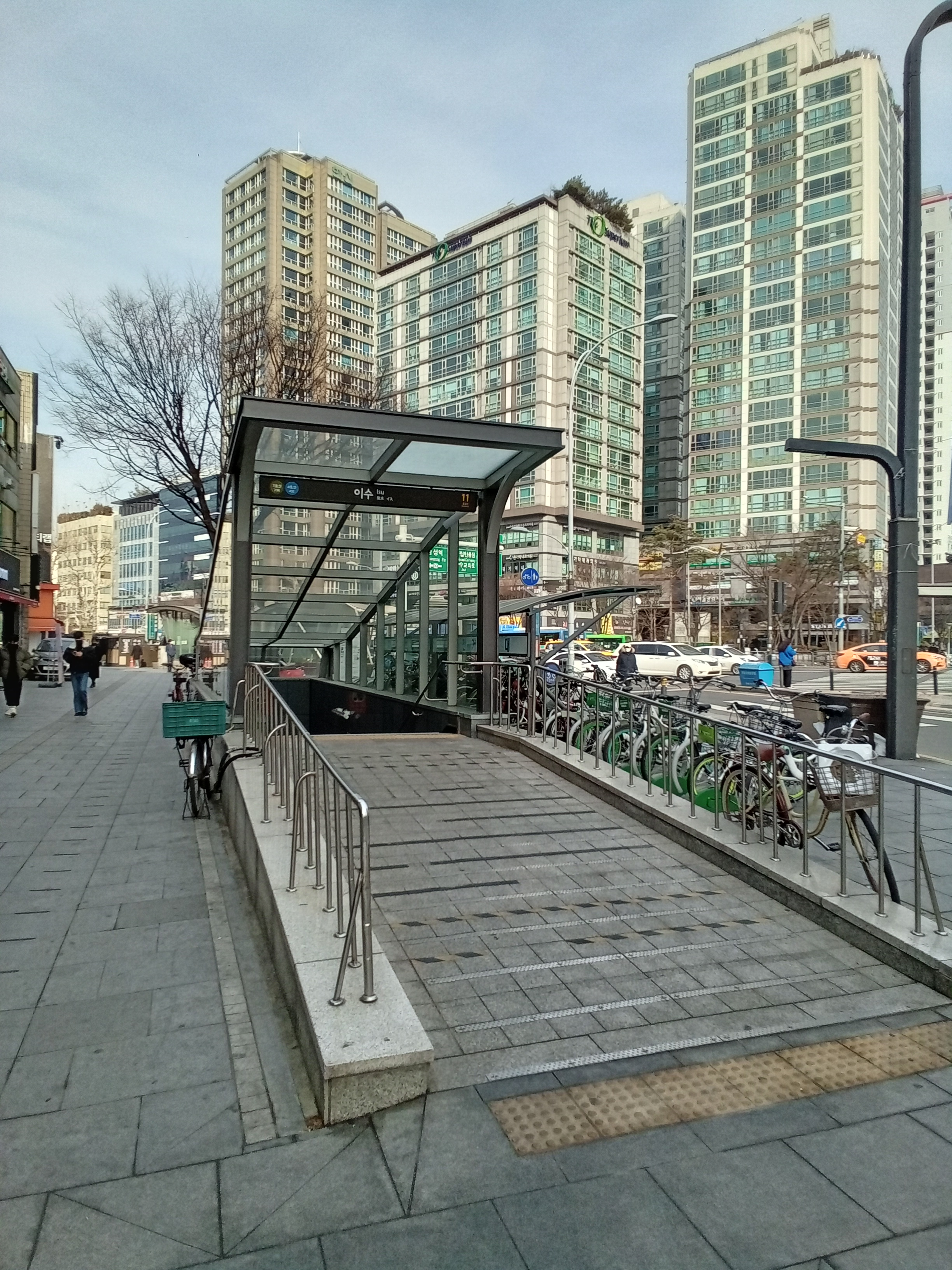
11번 출구

## 인접한 역
| 서울 지하철 4호선  | 서울 지하철 4호선   | 서울 지하철 4호선    |
| ------------------ | ------------------- | -------------------- |
| 431 동작 진접 방면 | ● 수도권 전철 4호선 | 433 사당 오이도 방면 |
| 서울 지하철 7호선  |                     |                      |
| 735 내방 장암 방면 | ● 서울 지하철 7호선 | 737 남성 석남 방면   |